# ليا دروكير
ليا دروكير (بالفرنسية: Léa Drucker)‏ (مواليد 23 يناير 1972-) هي ممثلة فرنسية.

## سيرة شخصية
ولدت في كاين، نورماندي، وهي ابنة أخ مقدم البرنامج التلفزيوني ميشيل دروكير، والرئيس السابق لسلسلة إم 6 التلفزيونية، جان دروكير. والدها جاك طبيب، ووالدتها مارتين معلمة لغة إنجليزية. هي ابنة عم الصحفية ماري دروكير، ابنة جان دروكير. وكان جدها لأبيها يهوديًا.

## سيرتها الفنية
التحقت بنادي التمثيل في ثانوية موليير في باريس، ثم درست في معهد متخصص، وبعد إنهاء دراستها الفنية، عملت كمقدمة برامج في راديو نوفا، في عام 1999، قدمت عدة أدوار مسرحية، وبعدها قدمت أدوارًا تلفزيونية صغيرة، كان أول دور سينمائي لها مع المخرج فيليب غالان في فيلم المال، أما أول بطولة لها فكانت عام 2002، في فيلم فراشة الليل للمخرج جون بيبر، وفي العام 2019، نالت جائزة سيزار لأفضل ممثلة عن دورها في فيلم الحراسة.

## روابط خارجية
- ليا دروكير على موقع IMDb (الإنجليزية)
- ليا دروكير على موقع ألو سيني (الفرنسية)
- ليا دروكير على موقع ميوزك برينز (الإنجليزية)
- ليا دروكير على موقع أول موفي (الإنجليزية)
- ليا دروكير على موقع ديسكوغز (الإنجليزية)
- ليا دروكير على موقع قاعدة بيانات الفيلم (الإنجليزية)
- ليا دروكير على موقع كينوبويسك (الروسية)
- ليا دروكير في قاعدة بيانات الأفلام على الإنترنت